# Арский камень (база отдыха)
А́рский Ка́мень (баш. Ар Ташы) — база отдыха на территории Сосновского сельсовета в Белорецком районе Республики Башкортостан России. Находится на правом берегу реки Белой.

## История
Турбаза открыта в 1932 году как дом отдыха «Арский камень», с 1972 года турбаза всероссийского значения, с 2002 года имеет современный статус. Созданы так называемые «туристские приюты» (отделения базы отдыха) в деревнях Белорецкого района Новобельское и Шигаево есть горнолыжная трасса).
При туристической достопримечательности возникло село дома отдыха «Арский камень» (с 2007 года — Арский Камень).